# Samgyeopsal
Samgyeopsal (삼겹살; phát âm tiếng Hàn Quốc: [Samgyeopsal]) là một món ăn Triều Tiên phổ biến, thường được dùng vào bữa ăn tối. Món ăn này được làm từ thịt ba chỉ lợn không được ướp hay phơi khô và nấu chín trên một lò nướng trên bàn ăn của thực khách. Thông thường thực khách tự mình nướng lấy món thịt này.

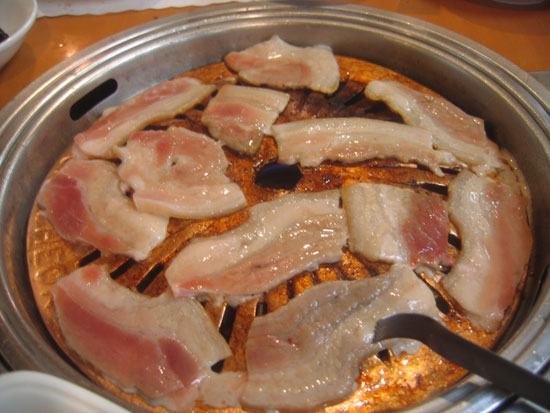
Samgyeopsal

## Tên gọi
Cái tên Samgyeopsal mang ý nghĩa là "ba lớp thịt" (Sam: ba; gyŏp: lớp; sal: thịt) ám chỉ trên miếng thịt ba chỉ có thể thấy rõ ba lớp. Một biến thể khác của món này là phiên bản "năm lớp thịt" (ogyŏpsal, 오겹살).

## Ở Hàn Quốc
Giá của món ăn này tại Hàn Quốc cũng khá là thay đổi theo từng tháng, tuy nhiên dù thế nào đi nữa nó là một trong những món thịt rẻ nhất ở Hàn Quốc (giá của món này vào tháng 6 năm 2009 là 2.180 won - 1,75 USD/100 gam). Samgyeopsal không chỉ phổ biến trong các quán ăn mà cũng là một món phổ biến trong các bữa ăn của gia đình và thường là một phần của các món ăn Triều Tiên khác như kimch'i tchigae.
Theo một cuộc khảo sát do Liên doanh Nông nghiệp Hàn Quốc (농업협동조합) thực hiện vào năm 2006, 85% người dân Hàn Quốc ở độ tuổi trưởng thành cho rằng Samgyeopsal là món ăn họ thích nhất. và 70% số người khảo sát ăn món này ít nhất một lần mỗi tuần.